# Synagoga v Klučenicích
Bývalá synagoga stojí v obci Klučenice jako čp. 80. Jedná se o stavení obdélníkového půdorysu s hlavním obytným přízemním patrem a půdou.
Budova byla kolem roku 1930 přestavěna k obytným účelům, dnes je využívána k rekreaci.

## Galerie

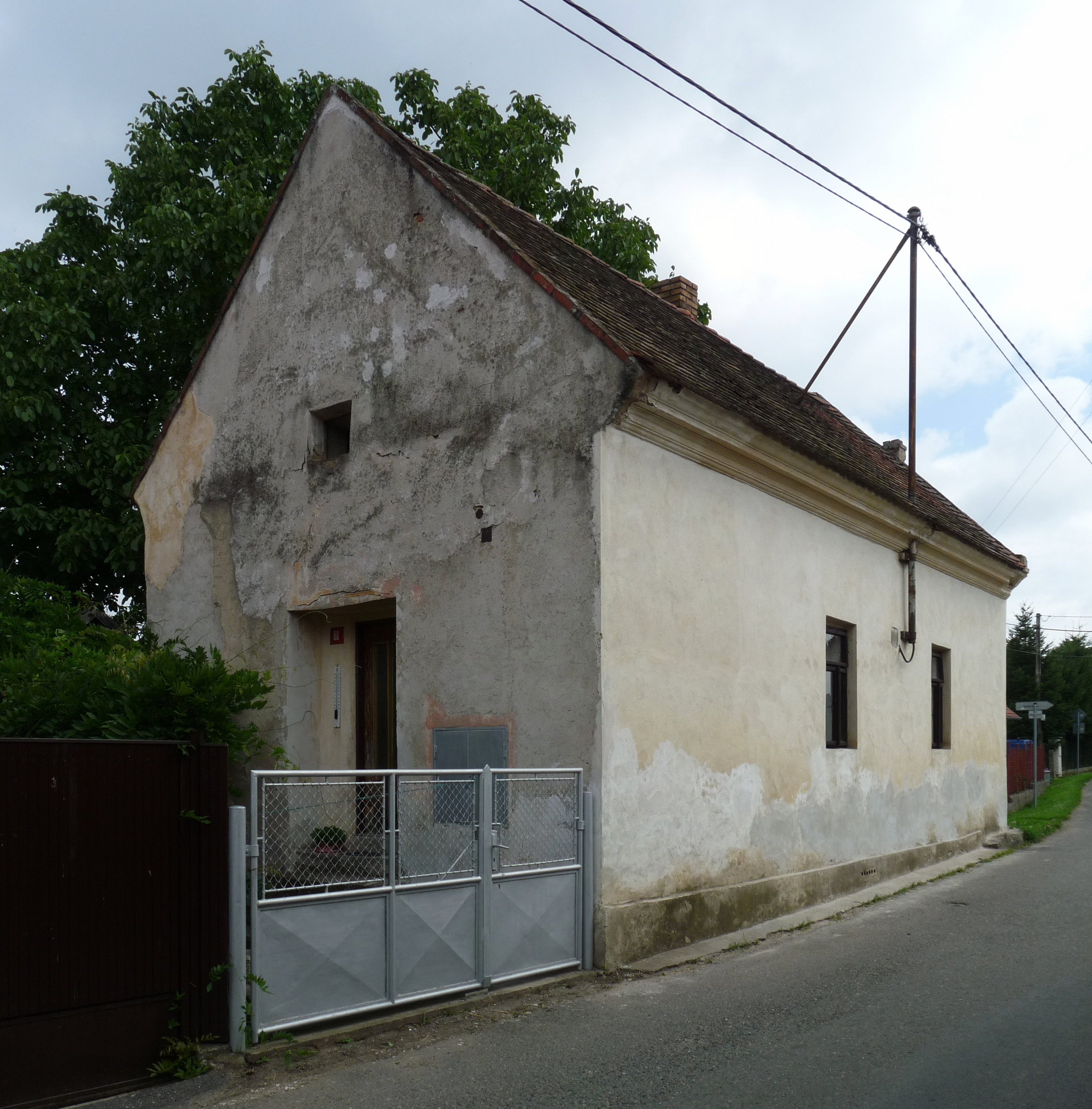
Pohled zezadu
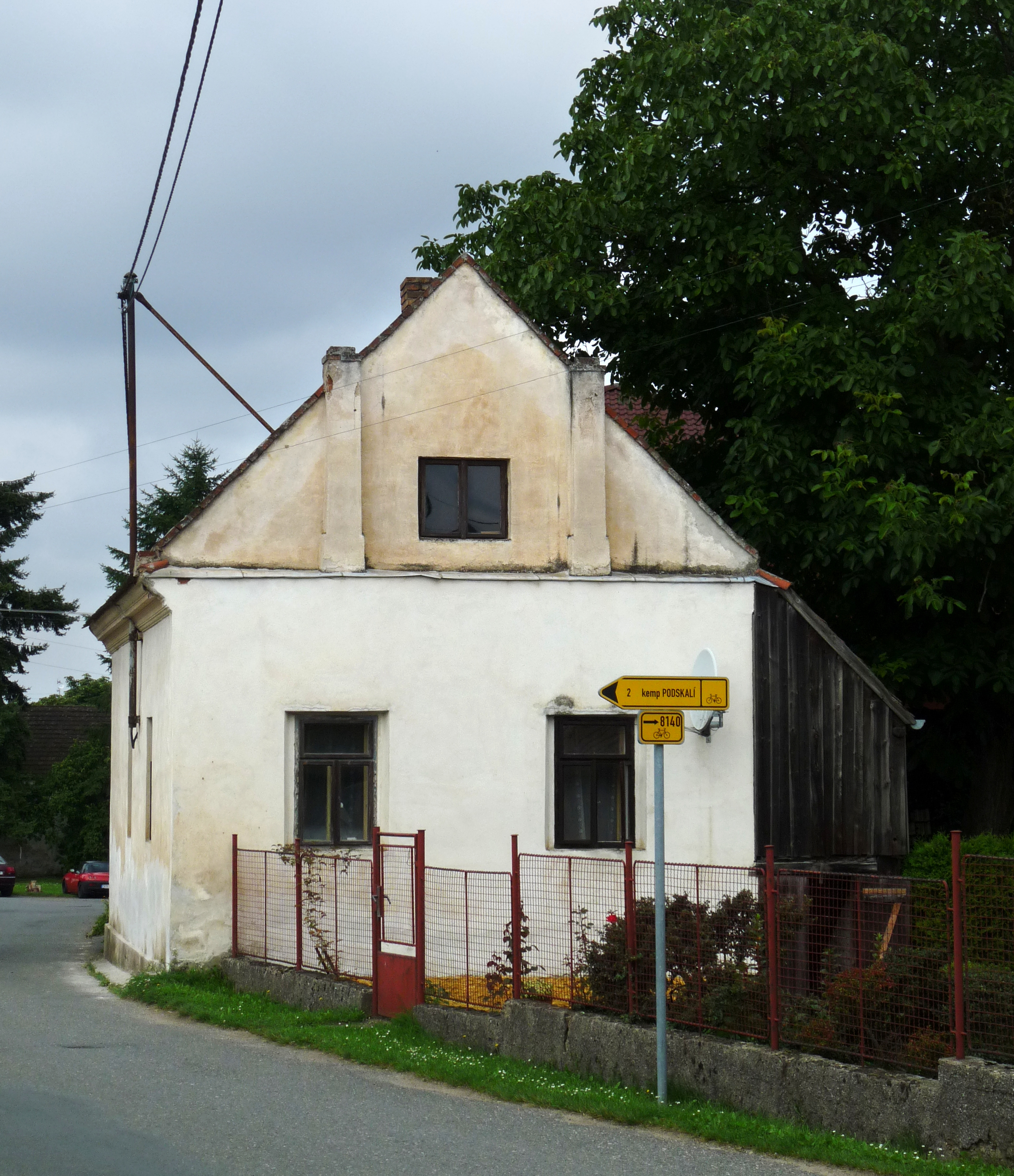
Čelní fasáda